# Comuna Rîbakivka, Berezanka
Rîbakivka (în ucraineană Рибаківка) este o comună în raionul Berezanka, regiunea Mîkolaiiv, Ucraina, formată din satele Hlîboke, Luhove și Rîbakivka (reședința).

## Demografie
Componența lingvistică a comunei Rîbakivka
     Ucraineană (85,9%)
     Rusă (10,4%)
     Română (1,53%)
     Alte limbi (0,64%)
Conform recensământului din 2001, majoritatea populației comunei Rîbakivka era vorbitoare de ucraineană (85,9%), existând în minoritate și vorbitori de rusă (10,4%), română (1,53%) și armeană (1,08%).